# غوردون هاريس (لاعب كريكت)
غوردون هاريس (11 يناير 1964 بتوتنهام في المملكة المتحدة - ) (بالإنجليزية: Gordon Harris)‏ هو لاعب كريكت بريطاني. لعب مع Hertfordshire County Cricket Club ‏ ونادي مقاطعة ميدلسكس للكريكت ‏ ونادي مقاطعة ليسترشاير للكريكت ‏ ونادي مقاطعة بيدفوردشير للكريكت ‏.

## وصلات خارجية
- غوردون هاريس على موقع إي آس بي آن كريك إنفو (الإنجليزية)